# Philidor (schaakopening)
De Philidorverdediging is een opening van een schaakpartij die is ingedeeld bij de open spelen. De opening valt onder ECO-code C41, en de beginzetten zijn
1. e4 e5
2. Pf3 d6
Deze verdediging is vernoemd naar François Philidor (1726-1795). In de 18e eeuw werd deze opening vaak gespeeld, maar later nam de belangstelling voor de opening af, omdat zwart geen actieve stelling krijgt en het opschuiven naar f5, wat oorspronkelijk de bedoeling was, uiteindelijk ongunstig blijkt te zijn voor zwart. Toch wordt de verdediging nog wel gespeeld door meesters als Bacrot, Aronian en Nisipeanu.
Onderstaande lijst geeft een overzicht van de verschillende varianten binnen de Philidorverdediging:
| Philidor     | 1.e4 e5 2.Pf3 d6                                                                              |
| Lopez        | 1.e4 e5 2.Pf3 d6 3.Lc4 f5                                                                     |
| Rio aanval   | 1.e4 e5 2.Pf3 d6 3.d4 f5 4.de fe 5.Pg5 d5 6.e6                                                |
| Berger       | 1.e4 e5 2.Pf3 d6 3.d4 f5 4.de fe 5.Pg5 d5 6.e6 Lc5 7. Pc3                                     |
| Zukertort    | 1.e4 e5 2.Pf3 d6 3.d4 f5 4.Pc3                                                                |
| ruilvariant  | 1.e4 e5 2.Pf3 d6 3.d4 ed 4.Pd4                                                                |
| Bodenvariant | 1.e4 e5 2.Pf3 d6 3.d4 ed 4.Dd4 Ld7                                                            |
| Paulsen      | 1.e4 e5 2.Pf3 d6 3.d4 ed 4.Pd4 d5 5.ed                                                        |
| Larsen       | 1.e4 e5 2.Pf3 d6 3.d4 ed 4.Pd4 g6                                                             |
| Nimzowitsch  | 1.e4 e5 2.Pf3 d6 3.d4 Pf6                                                                     |
| Sozin        | 1.e4 e5 2.Pf3 d6 3.d4 Pf6 4.Pc3 Pbd7 5.Lc4 Le7 6.0-0 0-0 7.De2 c6 8.a4 ed (?of 7.a4 c6 8.La2) |
| Larobok      | 1.e4 e5 2.Pf3 d6 3.d4 Pf6 4.Pc3 Pbd7 5.Lc4 Le7 6.Pg5 0-0 7.Lf7                                |
| Sokolsky     | 1.e4 e5 2.Pf3 d6 3.d4 Pf6 4.de Pe4 5.Pbd2                                                     |
| Rellstab     | 1.e4 e5 2.Pf3 d6 3.d4 Pf6 4.de Pe4 5.Dd5                                                      |
| Klein        | 1.e4 e5 2.Pf3 d6 3.d4 Pd7                                                                     |
| Krause       | 1.e4 e5 2.Pf3 d6 3.d4 Pd7 4.Lc4 c6 5.0-0                                                      |
| Steiner      | 1.e4 e5 2.Pf3 d6 3.d4 Pd7 4.Lc4 c6 5.0-0 Le7 6.de                                             |
| Kmoch        | 1.e4 e5 2.Pf3 d6 3.d4 Pd7 4.Lc4 c6 5.Pg5                                                      |
| Schlechter   | 1.e4 e5 2.Pf3 d6 3.d4 Pd7 4.Lc4 c6 5.Pc3                                                      |
| Delmar       | 1.e4 e5 2.Pf3 d6 3.d4 Pd7 4.Lc4 c6 5.c3                                                       |